# Palpaenidea
Palpaenidea là một chi bọ cánh cứng trong họ Chrysomelidae.
Chi này được miêu tả khoa học năm 1933 bởi Laboissiere.

## Các loài
Các loài trong chi này gồm:
- Palpaenidea facialis (Jacoby, 1895)
- Palpaenidea labeonis Laboissiere, 1933